# خانه (مستند)
خانه فیلم مستندی است که در سال ۲۰۰۹ توسط یان آرتوس برتراند ساخته شده‌است. بخش اعظم فیلم را تصویرهای جذابی تشکیل می‌دهد که به صورت هوایی از زمین گرفته شده‌است. موضوع فیلم، تنوع حیات در کره خاکی و خطری‌است که از سوی بشر متوجه آن می‌گردد. این مستند به‌طور همزمان در ژوئن ۲۰۰۹ در بسیاری از سینماهای دنیا و شبکه‌های مختلف تلویزیونی به نمایش درآمد. نسخه کامل این فیلم به چندین زبان زنده بر روی وب‌گاه یوتوب قابل دسترسی است. پخش همزمان این فیلم در ۱۸۱ کشور جهان، رکورد تعداد نمایش فیلم را در تاریخ از آن خود کرد. نسخهٔ ۱۱۸ دقیقه‌ای این فیلم در سال ۱۳۸۹ توسط شبکه مستند سیما به تهیه‌کنندگی و صداگذاری بهزاد زهرایی به زبان فارسی پخش گردید. راوی متن: مریم شیرزاد و مترجم سید حسین امین بوده‌اند.

## چکیده
مستند خانه با داستان چگونگی شکل‌گیری کره زمین و پیدایش زندگی بر روی آن آغاز می‌شود. سپس به تاریخ حیات بشر می‌پردازد و نشان می‌دهد که از دویست هزار سال پیش تا کنون بشر چگونه بر زمین حاکم شده و موجودات دیگر را فرمان‌بردار خود ساخته و آن‌ها را از قلمرو خود بیرون کرده‌است. در این مسیر به روایت انقلاب کشاورزی و در پی آن شهرنشینی و تمدن در عصر مدرن می‌پردازد. استفاده از منابع انرژی زیرزمینی باعث گسترش و آسان شدن کشاورزی می‌شود و این مسئله افزایش جمعیت و گسترش شهرهای بزرگ را در پی دارد. فیلم نشان می‌دهد که با رشد فزاینده استخراج منابع زیرزمینی و افزایش جمعیت کره زمین در سده بیستم چرخه حیات بر روی زمین به مخاطره افتاده است و بحران‌های زیست محیطی بزرگی پدید آمده‌اند که در پاره‌ای از موارد غیرقابل‌جبران به نظر می‌رسند. برداشت بیش از اندازه از رودخانه‌ها و سفره‌های آب زیرزمینی بدون این‌که اجازه تجدید به منابع داده شود منجر به بحران آب در جهان شده‌است. افزایش نیاز به فراورده‌های کشاورزی و زمین‌های زراعتی به همراه منافع اقتصادی منجر به جنگل‌زدایی شده‌است. با از میان رفتن جنگل‌ها عنصر کربن به اتمسفر زمین بازگشته و برهم خوردن تعادل در اتمسفر زمین موجب گرم شدن دمای آن شده‌است. یخ‌های قطب شمال به سرعت در حال ذوب شدن هستند و آب دریاها و اقیانوس‌ها بالا خواهد آمد. بسیاری از شهرها و کلان‌شهرها در کنار دریاها قرار دارند و بالا آمدن آب دریاها بحران مهاجرت را در جوامع انسانی به همراه خواهد آورد. جهت بادهای اصلی در اتمسفر زمین در حال تغییر است و این مسئله به وقوع خشک‌سالی در بسیاری از اقلیم‌های انجامیده است. زندگی بر روی کره زمین بر اساس زنجیره‌ای از همکاری و همزیستی گونه‌های گیاهی و موجودات زنده ممکن شده بود و در فیلم نشان داده می‌شود که دخالت بی‌رحمانه انسان بر این چرخه چگونه زنجیره حیات را در آستانه فروپاشی قرار داده و زمین را با بحران مواجه کرده‌است.
فیلم در فراز پایانی با ارائه آمارها و اطلاعات تکان‌دهنده‌ای اعلام می‌کند که زمان کمی برای نجات باقی‌مانده است. سپس راهکارهایی برای برون‌رفت از این بحران ارائه می‌شود. کاهش استفاده از انرژی‌های فسیلی و آلاینده، اشاعه استفاده از انرژی‌های پاک و تجدیدپذیر هم‌چون انرژی خورشیدی و بادی، توقف سریع روند جنگل‌زدایی و احیاء دوباره جنگل‌های نابودشده، حفظ و نگه‌داری منابع زیست محیطی و گونه‌های جانوری از جمله راهکارهایی‌ست که فیلم در پایان به مخاطب خود عرضه می‌کند.
خانه هشداری است برای تمامی انسان‌ها تا از تخریب و نابودی تنها سکونت‌گاه خود در گیتی، زمین، دست بردارند.

## تولید
به دلیل وسعت مناطقی که به تصویر کشیده شده، خانه در مراحل مختلفی فیلم‌برداری شده است. برای فیلم‌برداری این مستند که بیش از هجده ماه زمان برده، کارگردان یان آرتوس-برتراند و یک فیلم‌بردار، یک مهندس دوربین و یک خلبان در یک هلیکوپتر کوچک در مناطق مختلف بیش از پنجاه کشور پرواز کردند. فیلم‌برداری با استفاده از دوربین‌های با وضوح بالا "Cineflex" انجام شد که از یک کره‌ٔ ترازشده با ژیروسکوپ از ریل‌های پایهٔ هلیکوپتر آویزان شده‌بودند. این دوربین‌ها که در اصل برای تجهیزات شلیک ارتش ساخته شده‌اند، لرزش‌ها را کاهش می‌دهند تا تصاویر روان و صاف ضبط کنند، به طوری که گویا از بازوی جرثقیل یا دالی فیلم‌برداری شده‌اند. بعد از تقریباً هر پرواز، ضبط‌ها بلافاصله بررسی می‌شدند تا از قابل استفاده بودن آنها اطمینان حاصل شود. پس از پایان فیلم‌برداری، بسون و خدمه وی بیش از ۴۸۸ ساعت فیلم برای ویرایش داشتند.

## موسیقی متن
موسیقی متن فیلم خانه ساخته آرماند آمار آهنگ‌ساز فرانسوی است. برای ساخت این موسیقی متن از موسیقی بومی و فولکلور ملل مختلف استفاده شده‌است. ساخت قطعاتی از موسیقی متن این فیلم با الهام از موسیقی سنتی ایران و همکاری نوازندگان ایرانی انجام گرفته‌است. پاشا هنجنی نوازنده نی، سینا جهان‌آبادی نوازنده کمانچه و اشکان کمانگری به عنوان خواننده با این پروژه همکاری کرده‌اند.
ابیاتی از دو شعر از شاعر پاکستانی اقبال لاهوری در این مستند خوانده می‌شود:
| بجهان دردمندان تو بگو چه کار داری   |  | تب و تاب ما شناسی دل بی قرار داری |
| چه خبر ترا ز اشکی که فرو چکد ز چشمی |  | تو ببرگ گل ز شبنم در شاهوار داری  |
| چه بگویمت ز جانی که نفس نفس شمارد   |  | دم مستعار داری غم روزگار داری     |
| — زبور عجم، اقبال لاهوری            |  |                                   |

| می شود پردهٔ چشمم پر کاهی گاهی   |  | دیده ام هر دو جهان را به نگاهی گاهی |
| وادی عشق بسی دور و درازست ولی   |  | طی شود جادهٔ صد ساله به آهی گاهی     |
| در طلب کوش و مده دامن امید زدست |  | دولتی هست که یابی سر راهی گاهی      |
| — زبور عجم، اقبال لاهوری        |  |                                     |

## کپی رایت
طبق گفته سازندگان فیلم، این فیلم کپی رایت ندارد و می‌توان به صورت مجانی و با کیفیت بالا آن را از Archive.org دانلود کرد.